# Sancha Sánchez di Castiglia

Stemma dei conti di Barcellona

Sancha di Castiglia (1006 – 1026) fu una principessa castigliana e contessa consorte di Barcellona.

## Biografia
Era figlia del conte Sancho Garcés e Urraca Gomez, figlia di Gomez Diaz, conte di Saldaña.
Venne data in sposa al conte Berengario Raimondo I di Barcellona nel 1021 divenendone la seconda moglie.
Diede alla luce due figli:
- Raimondo Berengario (1023-27 maggio 1076);
- Sancho di Barcellona e di Castiglia detto Sancho d'Olèrdola (ca.1025-dopo il 6 marzo 1058) conte di Penedès.

Morì a vent'anni nel 1026 e suo marito si risposò nel 1027 con Gisela de Lluça, figlia del Signore di Lluça e Villanova, Sunifredo II e Ermesinda di Balsareny.

## Ascendenza
|                                   |   |                           | Genitori                   |  |  | Nonni |  |  | Bisnonni            |  |  | Trisnonni                   |  |
|                                   |   |                           |                            |  |  |       |  |  | Ferdinando Gonzales |  |  | Gonzalo Fernández de Burgos |  |
|                                   |   |                           |                            |  |  |       |  |  | Ferdinando Gonzales |  |  | Gonzalo Fernández de Burgos |  |
|                                   |   | Muniadomna di Lara        |                            |  |  |       |  |  | Ferdinando Gonzales |  |  |                             |  |
| García Fernández                  |   |                           |                            |  |  |       |  |  | Ferdinando Gonzales |  |  |                             |  |
|                                   |   | Sancha Sánchez di Navarra | Sancho I Garcés di Navarra |  |  |       |  |  |                     |  |  |                             |  |
|                                   |   | Sancha Sánchez di Navarra | Sancho I Garcés di Navarra |  |  |       |  |  |                     |  |  |                             |  |
|                                   |   | Sancha Sánchez di Navarra | Toda di Navarra            |  |  |       |  |  |                     |  |  |                             |  |
| Sancho Garcés                     |   | Sancha Sánchez di Navarra |                            |  |  |       |  |  |                     |  |  |                             |  |
|                                   |   | Raimondo II di Ribagorza  | Bernardo I di Ribagorza    |  |  |       |  |  |                     |  |  |                             |  |
|                                   |   | Raimondo II di Ribagorza  | Bernardo I di Ribagorza    |  |  |       |  |  |                     |  |  |                             |  |
|                                   |   | Raimondo II di Ribagorza  | Toda Galíndez d'Aragona    |  |  |       |  |  |                     |  |  |                             |  |
| Ava di Ribagorza                  |   | Raimondo II di Ribagorza  |                            |  |  |       |  |  |                     |  |  |                             |  |
|                                   |   | Garsenda di Fezensac      | Guglielmo I di Fezensac    |  |  |       |  |  |                     |  |  |                             |  |
|                                   |   | Garsenda di Fezensac      | Guglielmo I di Fezensac    |  |  |       |  |  |                     |  |  |                             |  |
|                                   |   | Garsenda di Fezensac      | …                          |  |  |       |  |  |                     |  |  |                             |  |
| Sancha Sánchez di Castiglia       |   | Garsenda di Fezensac      |                            |  |  |       |  |  |                     |  |  |                             |  |
|                                   | … | …                         |                            |  |  |       |  |  |                     |  |  |                             |  |
|                                   | … | …                         |                            |  |  |       |  |  |                     |  |  |                             |  |
|                                   | … | …                         |                            |  |  |       |  |  |                     |  |  |                             |  |
| Gómez Diaz                        | … |                           |                            |  |  |       |  |  |                     |  |  |                             |  |
|                                   |   | …                         | …                          |  |  |       |  |  |                     |  |  |                             |  |
|                                   |   | …                         | …                          |  |  |       |  |  |                     |  |  |                             |  |
|                                   |   | …                         | …                          |  |  |       |  |  |                     |  |  |                             |  |
| Urraca Gómez                      |   | …                         |                            |  |  |       |  |  |                     |  |  |                             |  |
|                                   |   | …                         | …                          |  |  |       |  |  |                     |  |  |                             |  |
|                                   |   | …                         | …                          |  |  |       |  |  |                     |  |  |                             |  |
|                                   |   | …                         | …                          |  |  |       |  |  |                     |  |  |                             |  |
| Muniadomna Fernández di Castiglia |   | …                         |                            |  |  |       |  |  |                     |  |  |                             |  |
|                                   |   | …                         | …                          |  |  |       |  |  |                     |  |  |                             |  |
|                                   |   | …                         | …                          |  |  |       |  |  |                     |  |  |                             |  |
|                                   |   | …                         | …                          |  |  |       |  |  |                     |  |  |                             |  |
|                                   |   | …                         |                            |  |  |       |  |  |                     |  |  |                             |  |